# Rue Calmels
Ne doit pas être confondu avec Rue Calmels-Prolongée.
La rue Calmels est une voie située dans le quartier des Grandes-Carrières du 18e arrondissement de Paris, en France.

## Situation et accès
La rue Calmels est une voie publique située dans le 18e arrondissement de Paris. Elle débute au 41-53, rue du Ruisseau et se termine au 38, rue Montcalm.

## Origine du nom

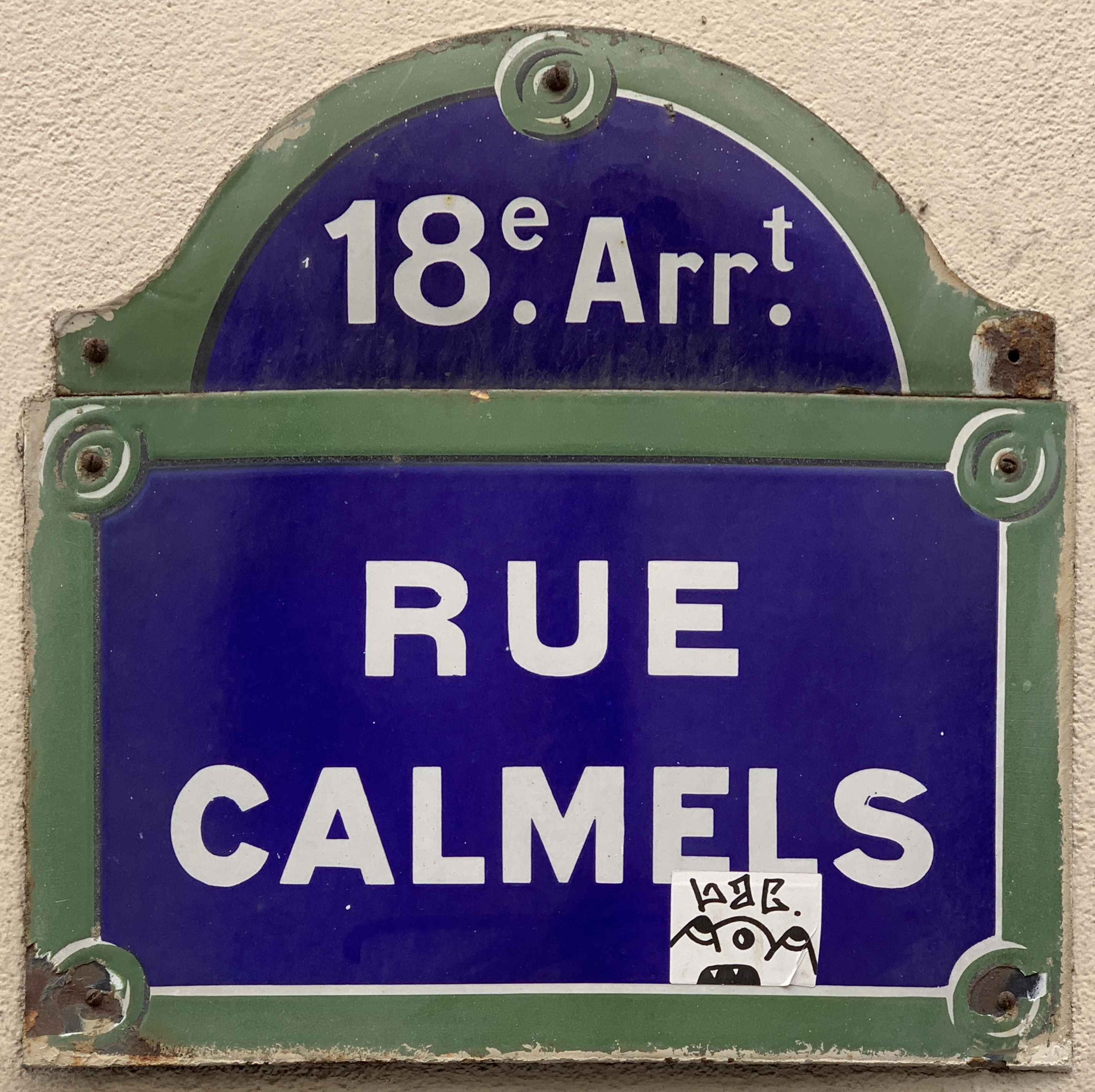
Plaque de la rue.

La rue tire son nom de celui de M. Calmels, propriétaire des terrains sur lesquels la voie fut ouverte.

## Historique
Cette voie a été classée dans la voirie parisienne par un décret du 29 mai 1880 jusqu'à la rue Montcalm sous sa dénomination actuelle.

## Bâtiments remarquables et lieux de mémoire
- No 8 : l'écrivain et peintre Eugène Dabit y vécut une partie de son enfance.